# Сага (город)

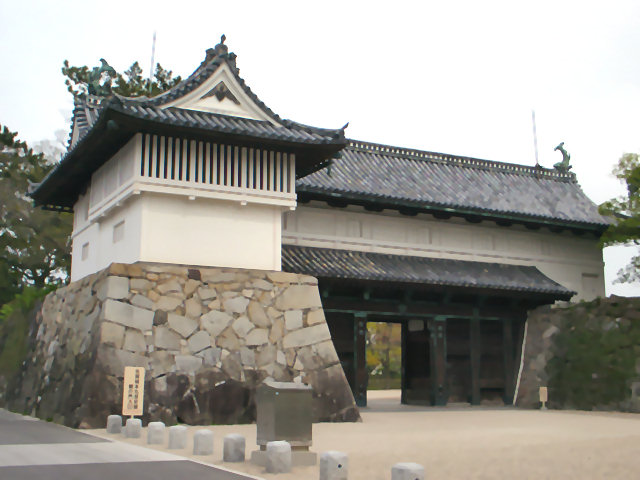
Замок Сага

Сага (яп. 佐賀市 Сага-си) — особый город в Японии, находящийся в префектуре Сага. Административный центр префектуры. Площадь города составляет 431,42 км², население — 235 352 человека (1 августа 2014), плотность населения — 545,53 чел./км². Статус города он получил 1 апреля 1889 года.

## Географическое положение
Город Сага находится на севере острова Кюсю, в префектуре Сага региона Кюсю, к западу от города Фукуока.

## Население
Население города составляет 235 352 человека (1 августа 2014), а плотность — 545,53 чел./км². Изменение численности населения с 1980 по 2005 годы:
| 1980 | 236 029 чел. |  |
| 1985 | 242 072 чел. |  |
| 1990 | 243 726 чел. |  |
| 1995 | 246 674 чел. |  |
| 2000 | 243 076 чел. |  |
| 2005 | 241 361 чел. |  |

## История
В прошлом Сага был крупнейшим городом провинции Хидзэн. В Период Эдо — столица княжества Сага. 1 апреля 1889 года Сага получила статус города. 1 октября 2007 года к городу были присоединены посёлок Кубота вместе с городами Хигасиёка и Кавасоэ, все из уезда Сага.

## Достопримечательности
В Сага ежегодно проводится Международный фестиваль полётов на воздушных шарах — Saga International Balloon Fiesta, в котором принимают участие воздухоплаватели со всех континентов. В 2005 году это шоу посетило 15 миллионов зрителей. Интересен также старинный замок Сага.
В городе есть свой университет (университет Сага).

## Известные жители
Здесь проживала старейшая долгожительница Японии Тиёно Хасэгава.

## Города-партнёры
- Ланьюньган
- Согвипхо
- Лимейра
- Уоррен Каунти (Нью-Йорк)